# Das Kreuz (Stefan Zweig)

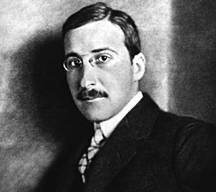
Stefan Zweig (ca. 1912)

Das Kreuz ist eine 1906 erschienene Erzählung des österreichischen Autors Stefan Zweig.
Das Kreuz erschien am 6. Januar 1906 in der Berliner Zeitung Die Nation. Die Erzählung handelt von einem französischen Colonel während den Napoleonischen Kriegen auf der Iberischen Halbinsel und spielt im Jahr 1810. Der Colonel, der einzige Überlebende eines Angriffs spanischer Guerillas, ermordet vor Wut über das Schicksal seiner Männer einen spanischen Zivilisten und stiehlt dessen Kleidung, um bei den Einheimischen um Nahrung betteln zu können. Er behält von seiner Uniform nur sein Ehrenkreuz, das ihm Napoleon persönlich verliehen hatte. Diese Verkleidung wird ihm später zum Verhängnis: Vorbeiziehende französische Soldaten, die er zunächst für seine Rettung hält, erkennen ihn nicht als einen der ihren und töten ihn. Als sie sein Ehrenkreuz bemerken, äußern sie ihre Entrüstung darüber, dass „ein Kreuz Napoleons in der Tasche eines spanischen Banditen“ sei.
Das Kreuz gehört zu den weniger bekannten Erzählungen Zweigs. Sie wurde von der Forschung bisher kaum rezipiert. Elisabeth Erdem hebt hervor, dass der französische Colonel am Ende der Erzählung dasselbe Schicksal erleidet wie der spanische Zivilist, den er zu Beginn ermordet hatte. Gemäß der Talionsformel erleidet der Protagonist also das, was er anderen hinzufügt; aus dem Gewinner wird ein Verlierer. Diese Figur des Verlierers ist typisch für das Werk Zweigs. In der Erzählung zeigt sich auch Zweigs Interesse an der Französischen Revolution, die sich in vielen weiteren seiner Werke wie der Weltminute von Waterloo widerspiegelt. Jean-Pierre Lefebvre erkennt in Das Kreuz ein Plädoyer für den Pazifismus.